# フィネガンズ・ウェイク
『フィネガンズ・ウェイク』（Finnegans Wake）は、ジェイムズ・ジョイスの最後の小説である。

## 概要
『フィネガンズ・ウェイク』は、『ユリシーズ』刊行の翌年1923年より執筆を開始し、1924年から「進行中の作品」（Work in Progress）の仮題で「トランズアトランティック・レヴュー」「クライティーリオン」「トランジション」など複数の雑誌に逐次発表され、1939年現在のタイトルのもとにロンドンとニューヨークで刊行された。book I から book IV の全4巻からなる。ジョイスの他の作品同様、アイルランドの首都ダブリンを舞台とする。
英語による小説ではあるが、各所に世界中のあらゆる言語（日本語を含む）が散りばめられ、「ジョイス語」と言われる独特の言語表現が見られる。また英語表現だけをとっても、意識の流れの手法が極限にまで推し進められ、言葉遊び、二重含意など既存文法を逸脱する表現も多い。『若き芸術家の肖像』以来の神話的世界と現代を二重化する重層的な物語構成と相俟って、ジョイスの文学的達成の極と評価される。
しかし、あまりに難解な作品であるため、発表当時から賛否両論に意見が分かれ、それまでは最もよき理解者であったエズラ・パウンドでさえ「理解不能」であるとの手紙をジョイスに書き送っている。その一方で、1929年には擁護者たちによる論文集『進行中の作品の結実のための彼の制作をめぐる我らの点検』（"Our Exagmination Round His Factification for Incamination of Work in Progress"）が出版される。この本の巻頭論文「ダンテ・・・ブルーノ・ヴィーコ・・ジョイス」（「・」が1世紀を表す）こそ、当時大学を出て間もないサミュエル・ベケットの初めて活字になった文章であった。これを機に2人は20世紀の文学史上最も有名な交友関係を結ぶこととなり、ベケットはしばしばジョイスの秘書的な役割をも果たした。

## 梗概
上記のように、本作は非常に複雑かつ緻密な構成や文体をしているため、その解釈も読者によって様々である。ここでは特にストーリーについては述べず、重要な要素の解説に留める。
原題 Finnegans Wake はアイルランドのバラッド Finnegan's Wake (フィネガンの通夜)にちなむ。表題の人物である大工ティム・フィネガンは屋根から転げ落ちて死んだが、その通夜に生き返ったという。Wake はゲール語で「通夜」を意味すると同時に英語で「覚醒」を意味する。また英語の Wake は航跡、すなわちフィネガンの人生の行程を意味する。ただし、本作の題名にはアポストロフィがない。『フィネガンズ・ウェイク』のフィネガンは一人のフィネガンではなく、複数のフィネガン、つまりは人類全体を暗示する。この作品の主題は、だれか特定の人物の物語ではなく、人類の原罪による転落と覚醒であり、円環をなす人類の意識の歴史なのである。フィネガン＝Fin＋again。

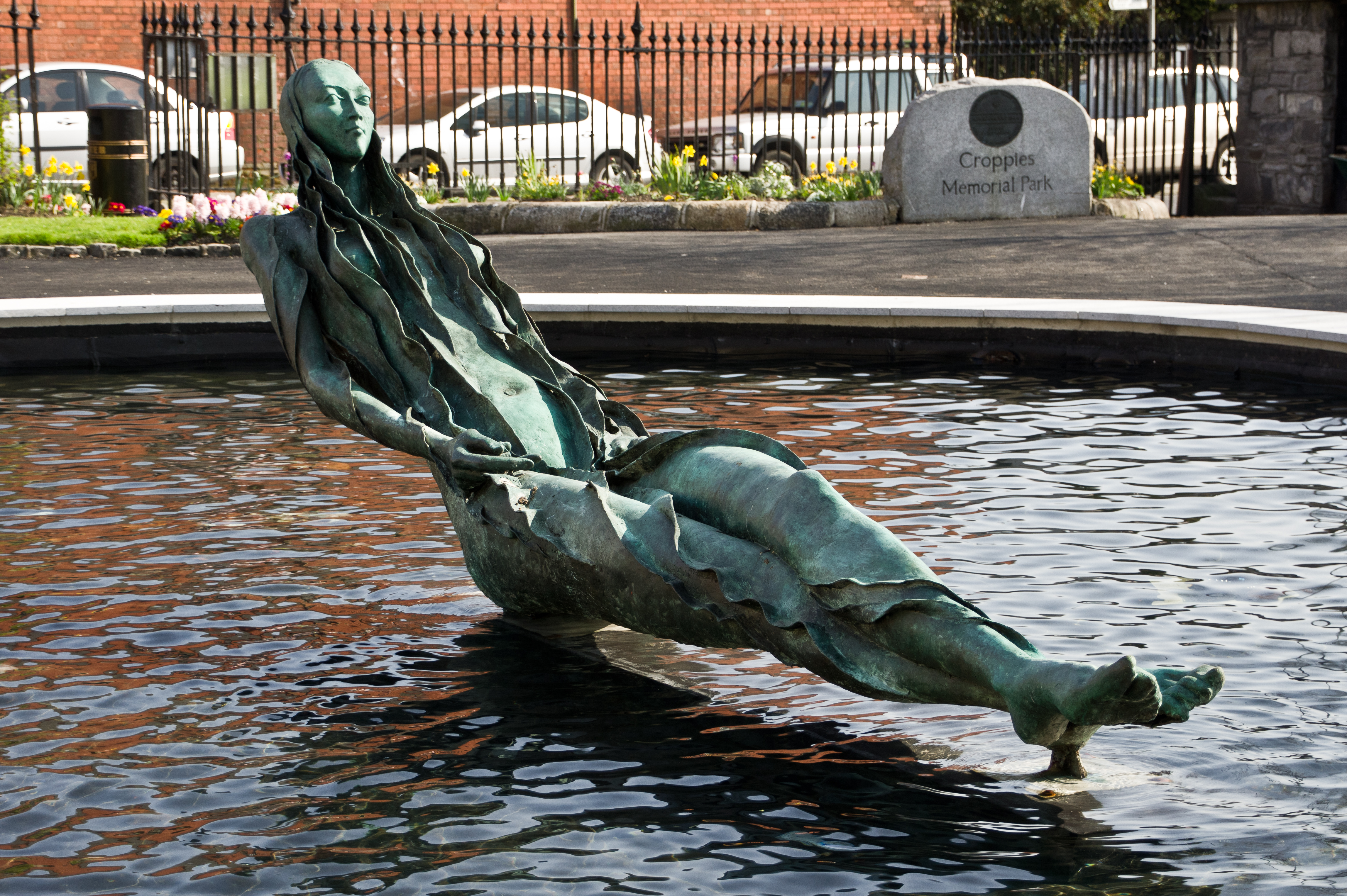
ダブリン Croppies Memorial Parkにあるアナ・リヴィア・プルーラベル(ALP)の像

フィネガンの転落は小説第1巻の冒頭に登場するが、すぐにその挿話はダブリンのある家族の物語に受け継がれる。商店主ハンフリー・チップデン・エアウィッカー (HCE) 、その妻アナ・リヴィア・プルーラベル (ALP) 、その間の2人の息子シェムとショーン、娘イザベルである。小説はハンフリーの裁判をめぐって展開するが、小説中ハンフリーとアナはむしろその略称の変形で登場する。そのため『フィネガンズ・ウェイク』を論じる場合、一般に主人公と妻はそれぞれ略号 HCE と ALP で言及される。
ハンフリーがその名で登場するのは小説第1巻第3段落であるが、彼は Here Comes Everybody 「ここにくるすべての人」であり、人類の歴史に登場するさまざまな人物でもある。小説中、HCEはイエス・キリストであり、騎士トリストラム卿である。HCEはまた人間以外のものの姿をとって現れることもある。小説の冒頭、HCE は Howth Castle and Environs（ホウス城とその周辺）、すなわちダブリンの街そのものであることが示される。妻の ALP もまた、ダブリンを貫流するリフィー川（リヴィアはリフィーのラテン語名）であり、トリスタンの恋人イゾルデであり、すべての女性の象徴であることが示される。HCE がアダムなら ALP はその妻イヴであり、HCE が人類であるなら ALP はそれと呼応しあう世界である。
なお小説中、場面と人類の意識の転換を示す雷が各国語の合成による擬音語で3度登場するが、このなかには日本語 kaminari も含まれる。
小説の冒頭は riverrun, と小文字ではじめられるが、これは第4巻最終章「アナ・リヴィア・プルーラベル」と対応している。「アナ・リヴィア・プルーラベル」は、意識の流れの手法によりアナの独白によって構成される章である。夫や家族についてのアナ・リヴィアの呟きは、そのままにダブリンを貫流して大西洋へ滔々と流れ行くリフィー川の呟きとなり、やがて短い切れ切れの緊張した語の断片の配列となって、人類の覚醒を予感させる昂揚した ALP の意識の高まりのうちに『フィネガンズ・ウェイク』は終わるが、その最後にはピリオドを伴わずにtheが置かれる。これはギリシア語のtheos(神)を意味するが同時に定冠詞のtheでもあり、この定冠詞が第1巻冒頭の語 riverrun にそのまま続いており、作品全体が人類の意識の流れの終わりなき円環をなすことが示される。この円環構造は"Doublends Jined"（「ダブリンの巨人」と「両方の端がくっついた物」の洒落）と呼ばれる。

## 日本語訳
日本語への翻訳は不可能ともいわれていたが、1969年に『早稲田文学』2月号から、共訳で「フィネガン徹夜祭」のタイトルのもとで冒頭部分を含む一部が全71回で発表され、のちに出版された（鈴木幸夫他訳『フィネガン徹夜祭-その1-』、都市出版社、1971年）。また1970年には雑誌『パイディア』7月号から、大沢正佳ほかの部分訳が発表され、後に集英社版『世界の文学1 ジョイス、イタロ・ズヴェーヴォ』（1978年）でも出版された。
- 柳瀬尚紀訳『フィネガンズ・ウェイク』河出書房新社 2分冊〈I・II〉/〈III・IV〉、1991-1993年。各・新版2024年9月（電子書籍も刊）
  - 文庫版『フィネガンズ・ウェイク』 河出文庫（3分冊）、2004年

全訳版で、訳者柳瀬は『早稲田文学』訳版の参加者だった。上記版はジョイスの原文の言葉遊びを尊重し、可能な限り日本語の言葉遊びを駆使して置き換えを図っている。柳瀬は同社刊の『フィネガン辛航紀―〈フィネガンズ・ウェイク〉を読むための本』で、その苦心談や翻訳に凝らした技巧の一端を披瀝している。
- 宮田恭子訳『抄訳 フィネガンズ・ウェイク』集英社、2004年6月 - 抄訳版

全体を2分の1に圧縮し、断章ごとに詳細な解説がされた大著。また装幀は和田誠で、同社での丸谷才一・高松雄一・永川玲二訳『ユリシーズ』、高松雄一訳『ダブリンの市民』、丸谷才一訳『若き藝術家の肖像』にあわせた装丁である。
2009年4月には、浜田龍夫による『フィネガンズ・ウェイク』の「パート1と4」の全訳が発表された（Abiko Literary Press、略称ALP）。さらに2012年10月に『フィネガンズ・ウェイク』の「パート2と3」の全訳が同様に発表された。これは『フィネガンズ・ウェイク』研究の英文誌 Abiko Annual にまず発表したものをさらに補完したもので、ジョイスが脳裏に描いた原風景をまず明らかにする目的で原文を読み、FweetやCensusなどを参考にして訳者の理解した内容を忠実に平易な日本語に翻訳したものである。この際、研究社の『リーダーズ英和辞典』（第2版）が役立った。そこではwhat/how/why to readという疑問が一貫して追求された。2013年6月には浜田の『フィネガンズ・ウェイク読解』がALP社から刊行された。これは英作家アンソニー・バージェスが『フィネガンズ・ウェイク』の約1/3の原文を選んだ本（A Shorter Finnegans Wake；Viking Press, 1967年）の翻訳を上の全訳からつくったもので、それに各章ごとに簡単なプロットの要約と語句の注釈をつけ、さらにジョイスが創作時に参考にした人名や本などの事項について、原文頁に対応した索引きをつけたもので、これにより読者が原文の翻訳を読み通すことの困難さを軽減し、一層上の疑問に答えやすくなったとみられる。この本において『フィネガンズ・ウェイク』とはダブリンのパブ一家5人が夜の世界で時間と空間の座標軸（神）を求めて、悩み、争い、救いを求める悲しくも美しく、さらに滑稽な物語で、現代の我々に原理的、形而上学的問いかけをしているのではないかと述べられている。2013年9月には浜田『フィネガンズ・ウェイク詩的読解』がALP社から刊行された。これは先に刊行された『フィネガンズ・ウェイク読解』の姉妹編であり、著者が自分の原文の全翻訳から詩的な箇所（原文の約1/3）を選び、それに各章ごとに内容の解説をつけたもので、「私的読解」であり、さらにこの書が通夜や再生を契機としているので「死的読解」ともいえるかもしれない。また同時にそれまで Abiko Annual などに発表された有名なジョイシアンへのインタビューや詩や論文をまとめて、いかに『フィネガンズ・ウェイク』の謎への読解に挑戦したかを示す英文の「Tatsuo Hamada: How/Why/What to Read Finnegans Wake?」がALP社から刊行された。

## 影響
- 音楽家ジョン・ケージは『フィネガンズ・ウェイク』から自由に詩を取った歌曲『18の春の素敵な未亡人 The Wonderful Widow of Eighteen Springs』を作曲した。また、作中に登場する言葉を用いた展覧会「ローリーホーリーオーバー サーカス」を構想した。
- 作曲家・サミュエル・バーバーは、『フィネガンズ・ウェイク』による歌曲『ヌヴォレッタ Nuvoletta』作品25を作曲した。
- 物理学における基本粒子クォークは、この作品の一節"Three quarks for Muster Mark" から、3個1組で核子を構成するとされた基本粒子の名前としてクォーク理論の提唱者であるマレー・ゲルマン自身によって命名された。
- 清水義範は柳瀬訳『フィネガンズ・ウェイク』のパスティーシュ作品として、短編『船が州を上へ行く』（講談社文庫『私は作中の人物である』に収録）を発表している。

## 注
1. ↑  ファーグノリ 1997, p. 167.
2. ↑  ジョイス 1978, p. 69.
3. ↑  フライ 2004, p. 468.